# جوني بست
جوني بست (بالإنجليزية: Johnny Best)‏ هو عازف جاز أمريكي، ولد في 20 أكتوبر 1913 في شيلبي في الولايات المتحدة، وتوفي في 20 سبتمبر 2003 في لاهويا في الولايات المتحدة.

## وصلات خارجية
- الموقع الرسمي
- جوني بست على موقع ميوزك برينز (الإنجليزية)
- جوني بست على موقع أول ميوزيك (الإنجليزية)
- جوني بست على موقع ديسكوغز (الإنجليزية)